# Dobrzany
Dobrzany (deutsch Jacobshagen, auch Jakobshagen, niederdeutsch Jåkobshågen, auch Schåpshågen, kaschubisch Jakùbòwò) ist eine Kleinstadt und Sitz einer Stadt- und Landgemeinde in der polnischen Woiwodschaft Westpommern im Powiat Stargard (Stargard in Pommern).

## Geographische Lage
Die Stadt liegt in Hinterpommern am Ostufer des Saatziger Sees (polnisch Jezioro Szadzkie), etwa 28 Kilometer östlich der Stadt Stargard. Durch den Ort fließt die Gestohlene Ihna (Pęzinka), ein Nebenfluss der Ihna. Im Osten schließt sich ein größeres Wald- und Seengebiet an.
Von der Stadt aus sind über Nebenstraßen die Landesstraßen 10 und 20 zu erreichen.

## Stadt Dobrzany

### Geschichte

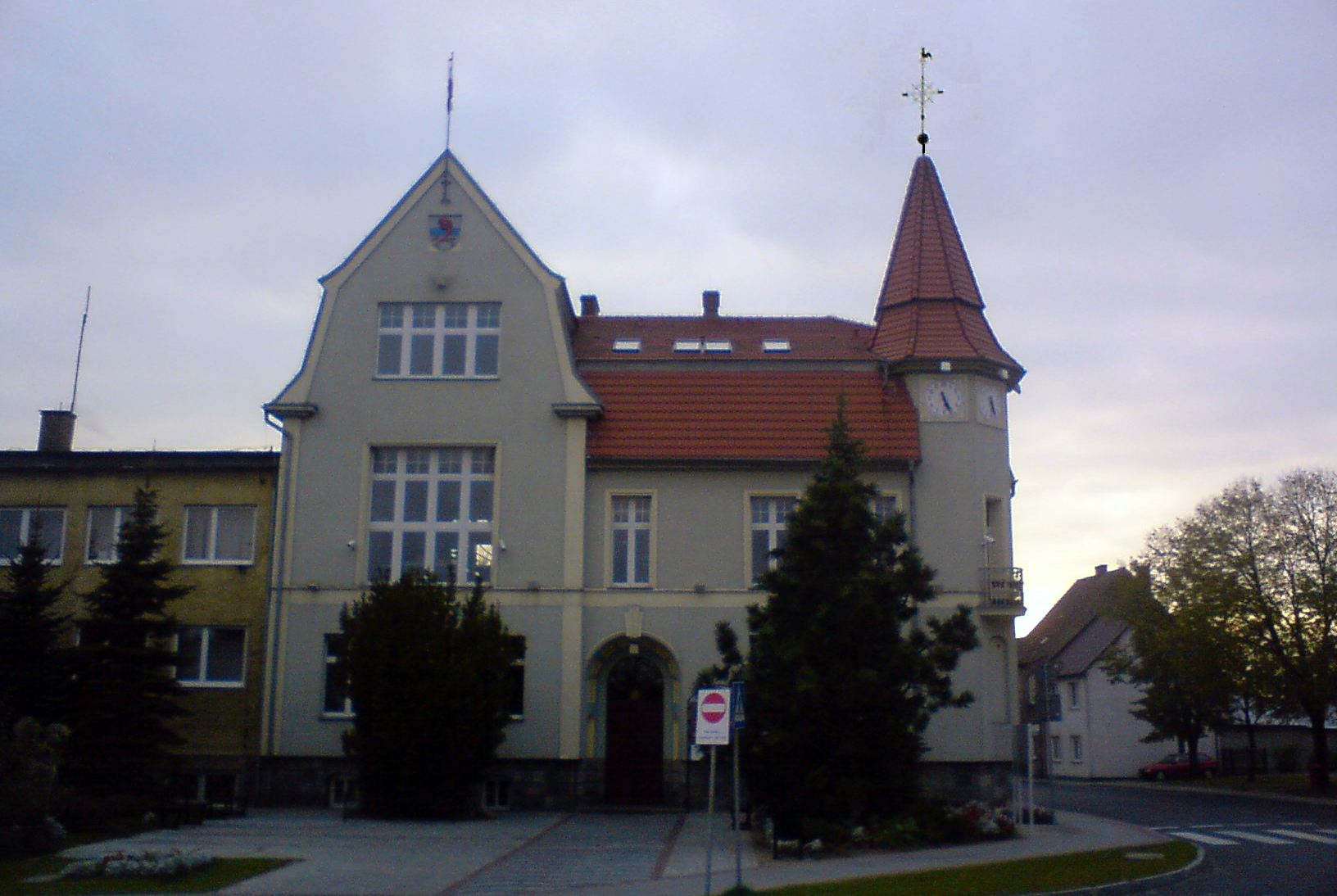
Rathaus Dobrzany

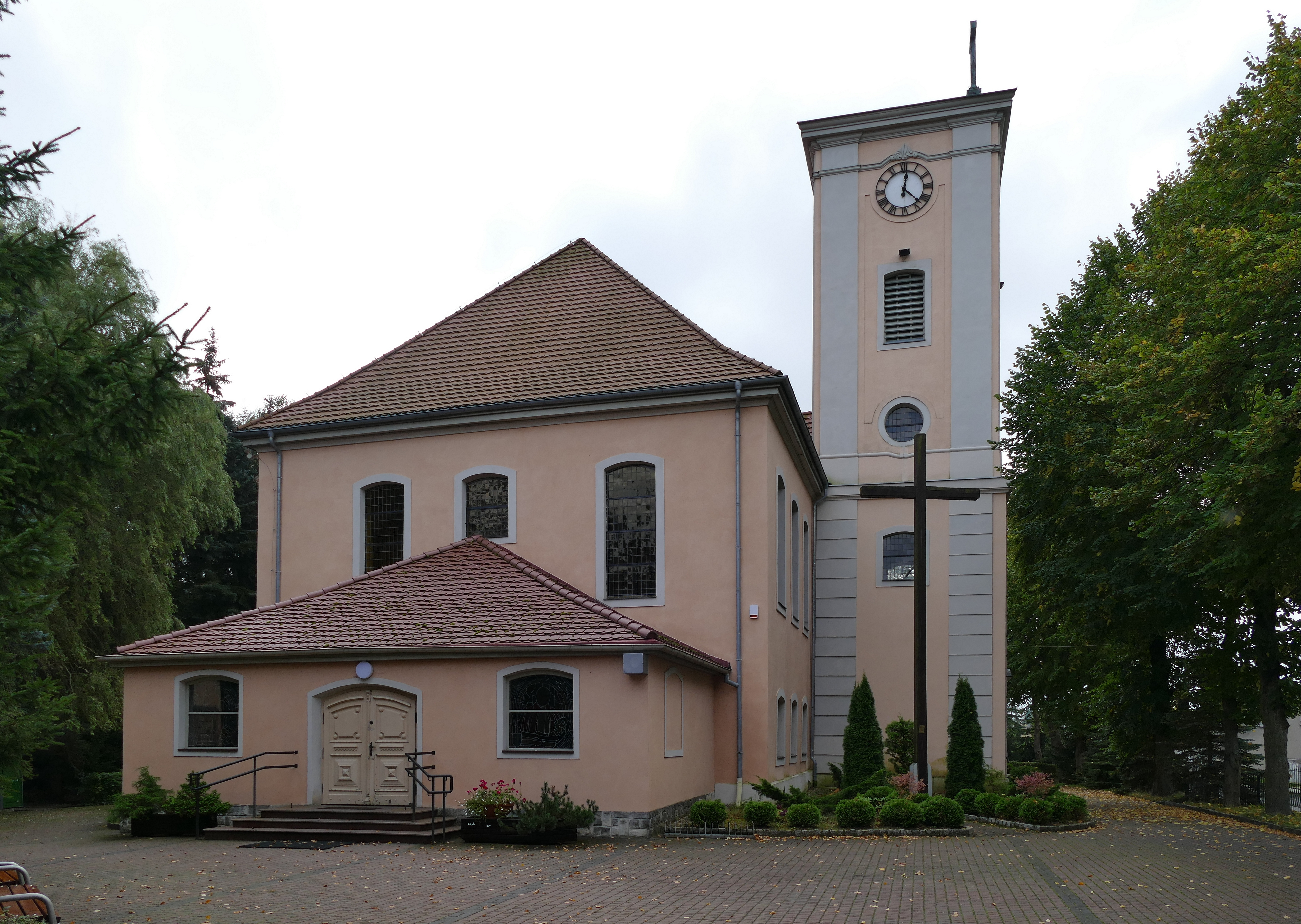
Kirche des Heiligen Erzengel Michael in Dobrzany

Der Siedlung soll bereits seit der Steinzeit bestehen. Bei Ausgrabungen wurden zudem Werkzeuge aus dem 10. bis 7. Jahrhundert v. Chr., also aus der Späten Bronzezeit und der Eisenzeit gefunden worden sein. Aus dem 10. Jahrhundert n. Chr. wurden östlich und westlich der Stadt Burgen entdeckt, eine als Ringanlage mit einem Doppelwall umschlossen. Im Schutz der Burgen entwickelte sich eine Siedlung, aus der im 12. Jahrhundert Jacobshagen entstand. Anfang des 14. Jahrhunderts kam sie in den Besitz der pommerschen Familie von Steglitz, Lehnsleute der Herzöge von Stettin. Die Stadtrechte wurden Jacobshagen allerdings von Jakob von Guntensberg im Jahre 1336 verliehen, aus dessen Vornamen sich der Name der Stadt ableitete.
1359 wurde die Burgherren von Saatzig Eigentümer von Jacobshagen. Die Einwohner lebten hauptsächlich von der Landwirtschaft, am See wurde eine Mühle betrieben, und es wurde Bier gebraut. 1567 erteilte Pommernherzog Barnim IX. der Stadt das Recht, zwei Jahrmärkte abzuhalten. Im Zusammenhang mit dem Bau der Kirche durch Joachim von Wedell wird 1598 erwähnt, dass Jacobshagen dem Amt Saatzig als Mediatstadt zugeordnet war.
Als Hinterpommern nach dem Dreißigjährigen Krieg brandenburgisch wurde, kam Jacobshagen zum „Saazig-Freyenwalder Kreis“. Ein großer Stadtbrand, der am 17. Juni 1781 von der Mühle ausging, vernichtete den Ort bis auf vier Häuser. Nur mit Unterstützung durch Preußenkönig Friedrich II. konnte die Stadt unter Leitung des bekannten pommerschen Architekten David Gilly wieder aufgebaut werden. Man bediente sich dabei der Steine der im Dreißigjährigen Krieg zerstörten Saatziger Burg.
Um die Wende zum 20. Jahrhundert hatte die Stadt eine evangelische Kirche, eine Synagoge, ein Amtsgericht und eine Oberförsterei. Als am 20. August 1896 die Kleinbahnstrecke Kashagen–Klein Spiegel mit einem Bahnhof in Jacobshagen eröffnet wurde, hatte die Stadt endlich Anschluss an die modernen Verkehrswege gefunden. Trotzdem hielt sich Ansiedlung neuer Betriebe bei nur 1.900 Einwohnern in Grenzen. Es entstanden lediglich ein Sägewerk, eine Ziegelei und eine Molkerei. Außerdem gab es um die Jahrhundertwende am Ort eine Färberei und eine Buntweberei.
Am Ende des Zweiten Weltkrieges wurde Jacobshagen am 2. März 1945 von der Roten Armee erobert. Dabei wurde die Stadt zu sechzig Prozent zerstört, die Innenstadt fiel den Kämpfen völlig zum Opfer. Zusammen mit ganz Hinterpommern wurde die Stadt anschließend unter polnische Verwaltung gestellt und erhielt den polnischen Ortsnamen Dobrzany. Es begann nun die Zuwanderung von Polen, zunächst aus den im Rahmen der „Westverschiebung Polens“ an die Sowjetunion gefallenen Gebieten östlich der Curzon-Linie. Soweit die Einwohner Jakobshagens nicht geflohen waren, wurden sie in der darauf folgenden Zeit von polnischen Milizionären vertrieben.

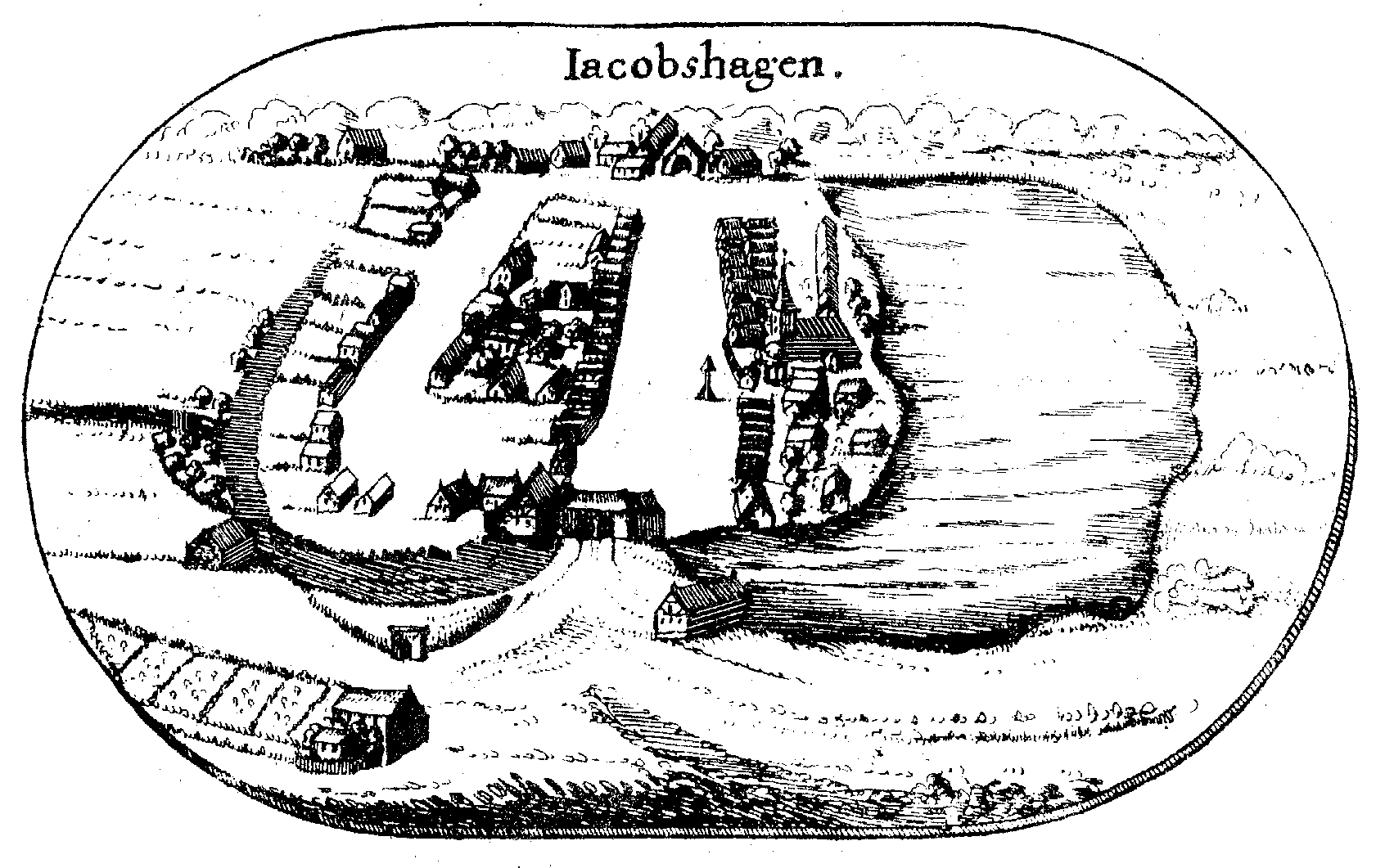
Jacobshagen auf der Lubinschen Karte, 1618
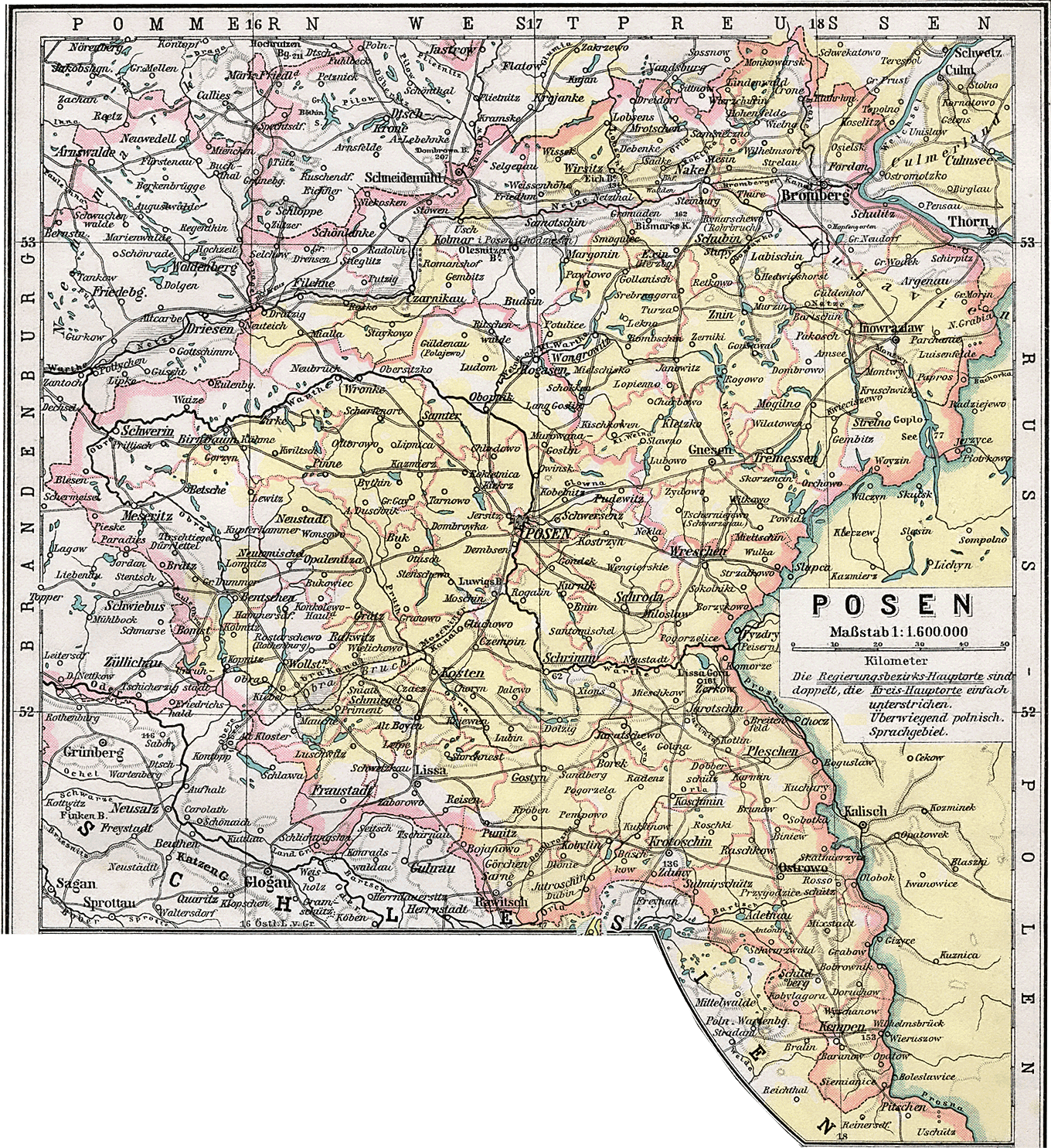
Jakobshagen nordwestlich der Stadt Schneidemühl und nördlich der Stadt Arnswalde – siehe obere Bildhälfte – auf einer Landkarte der Provinz Posen von 1905 (gelb markierte Flächen kennzeichnen Gebiete mit seinerzeit mehrheitlich polnischsprachiger Bevölkerung)
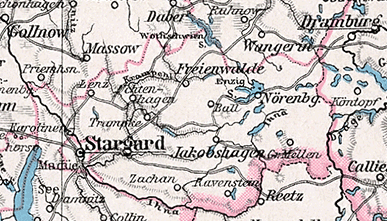
Jacobshagen östlich der Stadt Stargard auf einer Landkarte des Kreises Saatzig von 1905
Notgeld von 1920

### Einwohnerzahlen
| Jahr | Ein- wohner | Anmerkungen                                                                |
| ---- | ----------- | -------------------------------------------------------------------------- |
| 1740 | 0586        | [ 4 ]                                                                      |
| 1782 | 0782        | darunter neun Juden                                                        |
| 1782 | 0922        | darunter zwölf Juden                                                       |
| 1784 | 0822        | darunter 14 Juden                                                          |
| 1786 | 0849        | [ 5 ]                                                                      |
| 1789 | 0850        | [ 5 ]                                                                      |
| 1791 | 0856        | darunter 15 Juden                                                          |
| 1794 | 0976        | darunter 15 Juden                                                          |
| 1812 | 0986        | keine Katholiken, 16 Juden                                                 |
| 1816 | 1080        | keine Katholiken, 40 Juden                                                 |
| 1831 | 1301        | darunter drei Katholiken und 57 Juden                                      |
| 1843 | 1617        | darunter acht Katholiken und 65 Juden                                      |
| 1852 | 1820        | darunter fünf Katholiken und 79 Juden                                      |
| 1861 | 1948        | darunter sechs Katholiken und 89 Juden                                     |
| 1867 | 1955        | [ 6 ]                                                                      |
| 1871 | 1887        | darunter 1821 Evangelische, ein Katholik und 74 Juden (acht Nicht-Preußen) |
| 1900 | 1867        | [ 3 ]                                                                      |
| 1925 | 1700        | darunter 1629 Evangelische, elf Katholiken und 22 Juden                    |
| 1933 | 1751        | [ 8 ]                                                                      |
| 1939 | 1986        | [ 8 ]                                                                      |

### Sehenswürdigkeiten
- Heiliger-Erzengel-Michael-Kirche, 1782–1784 erbaut im klassizistischen Stil nach einem Entwurf von David Gilly.

### Bedeutende Persönlichkeiten

#### Söhne und Töchter der Stadt
- David Splitgerber (1683–1764), deutscher Unternehmer und Bankier
- Ludwig Wilhelm Brüggemann (1743–1817), deutscher evangelischer Geistlicher, Autor und Geograph
- Theodor Leisering (1820–1892), deutscher Veterinärmediziner und Hochschullehrer
- Paul Albrecht Börner (1829–1885), deutscher Mediziner, Verfasser von Nachschlagewerken zu Personen und Institutionen der Medizin
- Emil Odebrecht (1835–1912), deutsch-brasilianischer Unternehmer
- Wilhelm Bork (1843–1906), deutscher Ingenieur und Eisenbahnpionier
- Ernst Vollert (1855–1931), deutscher Verlagsbuchhändler
- Here Erdis (1872–1929), deutsche Dichterin
- Hanns Gleitsmann (1877–1935), deutscher Sanitätsoffizier, zuletzt Marinegeneralarzt der Reichsmarine

#### Andere Persönlichkeiten
- David Hollaz (1648–1713), deutscher lutherischer Theologe, ab 1692 Propst in Jacobshagen
- Willi Seroski (1874–1947), war zwischen 1907 und 1910 Bürgermeister der Stadt

### Deutsch-Polnische Kontakte
Zwischen der ehemaligen deutschen und der heutigen polnischen Bevölkerung gibt es seit den 90er Jahren regelmäßige Kontakte. Sie reichen von einfachen Besuchen bis zur gemeinsamen Grabpflege oder der Ausstattung der örtlichen Bibliothek mit deutschsprachigen Büchern.

## Gmina Dobrzany

### Allgemeines
Die Stadt- und Landgemeinde umfasst eine 135 km² große Fläche und nimmt damit 8,9 % des Gebietes des Powiat Stargardzki (Kreis Stargard) ein. Mit fast 5.000 Einwohnern steht sie an 77. Stelle der 114 Städte und Gemeinden der Woiwodschaft Westpommern.
Nachbargemeinden sind:
- Chociwel (Freienwalde), Ińsko (Nörenberg), Marianowo (Marienfließ) und Suchań (Zachan) im Powiat Stargardzki,
- Recz (Reetz) im Powiat Choszczeński (Kreis Arnswalde),
- Drawsko Pomorskie (Dramburg) im Powiat Drawski. (Kreis Dramburg)

### Gemeindegliederung
Zur Stadt- und Landgemeinde Dobrzany gehören die Stadt Dobrzany und die Schulzenämter
| - Biała (Ball), - Błotno (Jakobsdorf), - Bytowo (Butow), - Dolice (Konstantinopel), - Kępno (Kempendorf), - Kozy (Kashagen), - Krzemień (Kremmin), | - Lutkowo (Rehwinkel), - Mosina (Mössin), - Odargowo (Wudarge), - Ognica (Stolzenhagen), - Sierakowo (Altheide) und - Szadzko (Saatzig) |

Weiterhin sind die Dörfer Grabnica (Gräbnitzfelde), Kielno (Kehlunger) und Okole (Wokuhl) Teil der Gemeinde.

### Verkehr
Innerhalb des Gemeindegebietes gibt es keine größere Verkehrsstraße. Die einzelnen Ortsteile sind durch Nebenstraßen verbunden. 11 Kilometer östlich der Gemeinde führt die Woiwodschaftsstraße 151 vorbei, die die Kreisstädte Świdwin (Schivelbein), Łobez (Labes) und Choszczno (Arnswalde) in der Woiwodschaft Westpommern und Gorzów Wielkopolski (Landsberg a.d. Warthe) in der Woiwodschaft Lebus verbindet.
Die Gmina Dobrzany ist mit der Bahnstation Ognica (Stolzenhagen) an die Bahnstrecke 403 Ulikowo–Piła (Wulkow–Schneidemühl) der Polnischen Staatsbahn angebunden. Am 20. August 1896 wurde die Schmalspurbahn der Saatziger Kleinbahnen von Kashagen (heute polnisch: Kozy) über Jacobshagen (Dobrzany) nach Klein Spiegel (Poźradło) eröffnet. In Kashagen hatte Anschluss an die Schmalspurbahn von Dramburg (Drawsko Pomorskie) nach Alt Damerow (Stara Dąbrowa). Die Strecke wurde 1945–1996 stillgelegt.